# سهره حرا
سهره حرا (نام علمی: Camarhynchus heliobates) نام یک گونه از تیره زردپره‌ایان است.
این پرنده بوم‌زاد جزایر گالاپاگوس است. این گونه تنها در جزیره ایسابلا حضور دارد. تعداد باقی‌مانده‌های این گونه بین ۶۰ تا ۱۴۰ عدد در دو منطقهٔ بزرگ حرا باقی مانده‌است. این پرنده از انواع حشرات و لارو آن‌ها، عنکبوت‌ها، تغذیه می‌کنند.